# مرمز وفاك ترميز
مُرَمِّز وفك الترميز (coder-decoder = codec) هو عتادياتٌ أو برمجيات يمكِن استخدامُها لترميز وفكِّ ترميز معطياتِ الصوت، أو الفيديو، أو البيانات.
هي ما يطلق عليه اسم: حزمة الترميز، كما يطلق عليها المصطلح الأجنبي (CODEC) وهو اختصار مأخوذ من الكلمتين: coder التي تعني مُرَمِّز، و decoder الذي يعني فاك الترميز
خلاصة الأمر هي أنها إما أن تكون برمجيات، أو عتاديات تقوم بواحد أو كل من:
- فك ضغط أو ضغط الإشارات أو البيانات الرقمية (منها الملفات المرئية والصوتية)، وإتاحة قراءتها من قبل البرنامج الذي يقرأها (مثل ويندوز ميديا بلاير، أو ريل بلاير أو.. إلخ).
- ضغط أو ترميز الإشارات أو البيانات الرقمية لإنتاج وسائط (وسائط متعددة) ذات جودة عالية وحجم صغير.

ما يحصل حين تقوم بتشغيل ملف وسائط معين، هو أن البرنامج المستخدم يبحث في مكتبة الترميز الموجودة على جهازك ليقوم باستخدام الترميز المناسب لفتح الملف، ففي حال وجده تمشي الأمور كما يجب.
ولكن، ماذا يحدث إذا لم يجده؟
أحياناً، يحدث أن يوجد الترميز المناسب للتعامل مع الجزء الصوتي من الملف، وهنا تقوم بسماع الصوت فقط، أو أحياناً يحدث العكس، فلا ترى إلا الصورة.
و أحيان أخرى، لا ترى ولا تسمع شيء سوى رسالة خطأ من البرنامج المشغل.
من هنا، كان لابد أن نقوم بتحديث حزم أو مكتبات الترميز لدينا كل فترة، أو حين تواجهنا مشكلة كهذه.